# Low Rock Point
Low Rock Point är en udde i Sydgeorgien och Sydsandwichöarna (Storbritannien). Den ligger i den nordvästra delen av Sydgeorgien och Sydsandwichöarna.
Terrängen inåt land är huvudsakligen kuperad, men åt nordost är den platt. Havet är nära Low Rock Point norrut.  Det finns inga samhällen i närheten. 